# Tramea
Tramea – rodzaj ważek z rodziny ważkowatych (Libellulidae).

## Podział systematyczny
Do rodzaju należą następujące gatunki:
- Tramea abdominalis
- Tramea aquila
- Tramea basilaris
- Tramea binotata
- Tramea carolina
- Tramea cophysa
- Tramea darwini
- Tramea eurybia
- Tramea insularis
- Tramea lacerata
- Tramea liberata
- Tramea limbata
- Tramea loewii
- Tramea minuta
- Tramea onusta
- Tramea phaeoneura
- Tramea rosenbergi
- Tramea rustica
- Tramea stenoloba
- Tramea transmarina
- Tramea virginia